# Kay Staack
Kay Staack (* 11. Juli 1922 in Kiel; † 22. März 2007 in Mainz) war ein deutscher Arzt und als Sanitätsoffizier zuletzt Generalarzt der Luftwaffe. Von 1981 bis 1982 war er der 6. Präsident der Deutschen Gesellschaft für Luft- und Raumfahrtmedizin e. V. (DGLRM).

## Biografie
Staack wurde im Dezember 1939 als Sanitätsoffizieranwärter der Luftwaffe einberufen. Danach studierte er Medizin, 1942 absolvierte er das Physikum und 1945 das Staatsexamen. Von April 1945 bis Kriegsende war er als Stabsarzt im Luftwaffenlazarett Westerland auf Sylt eingesetzt.
Danach arbeitete er bis 1953 als praktischer Arzt und danach bis zum Eintritt in die Bundeswehr im August 1958 als Angestellter der Britischen Rheinarmee. Bei der Bundeswehr absolvierte er die Ausbildung zum Fliegerarzt, war am Flugmedizinischen Institut der Luftwaffe, an der Hubschrauberschule in Faßberg und dann als erster Fliegerarzt des Jagdbombergeschwaders 31 eingesetzt, bevor er 1963 zur Inspektion Sanitätsdienst der Luftwaffe versetzt wurde, aus der später das Fachkommando „Generalarzt der Luftwaffe“ hervorging. Hier war er zunächst Dezernent für „Organisation und Führung“ und ab 1965 für „Flugmedizin und Wehrhygiene“. Von 1969 bis 1972 war er Kommandoarzt beim Lufttransportkommando in Münster, danach bis 1978 Stellvertreter des Generalarztes der Luftwaffe und Chef des Stabes sowie von 1978 bis 1980 Wehrbereichsarzt beim früheren Wehrbereichskommando IV in Mainz. In seiner letzten militärischen Verwendung war er vom 1. April 1980 bis 30. September 1982 Generalarzt der Luftwaffe.

## Auszeichnungen
- Verdienstkreuz am Bande des Verdienstordens der Bundesrepublik Deutschland (30. November 1976)
- Verdienstkreuz 1. Klasse der Bundesrepublik Deutschland (1982)